# 女性科学者に関する年表

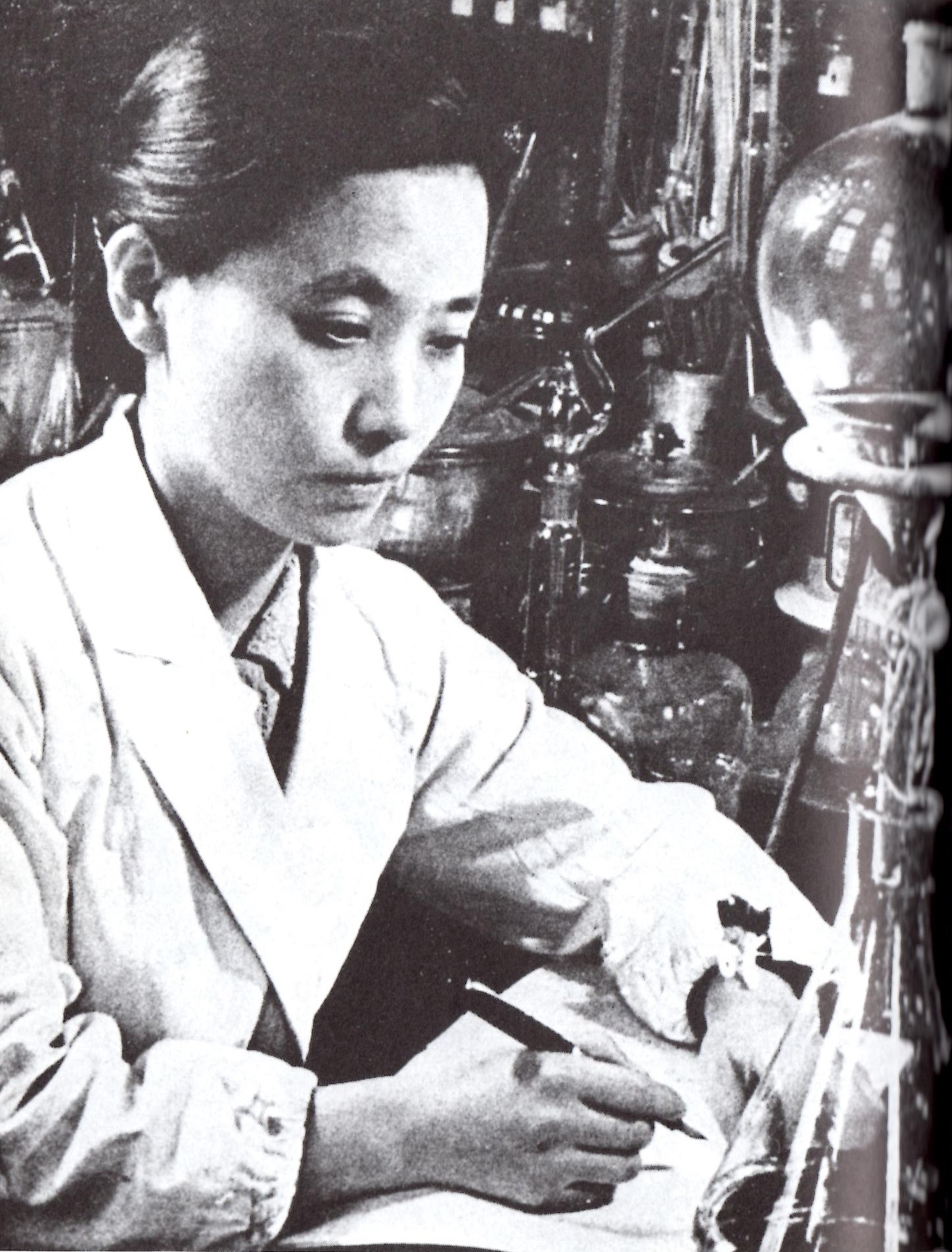
「女性科学者」、婦人画報、日本、1939年

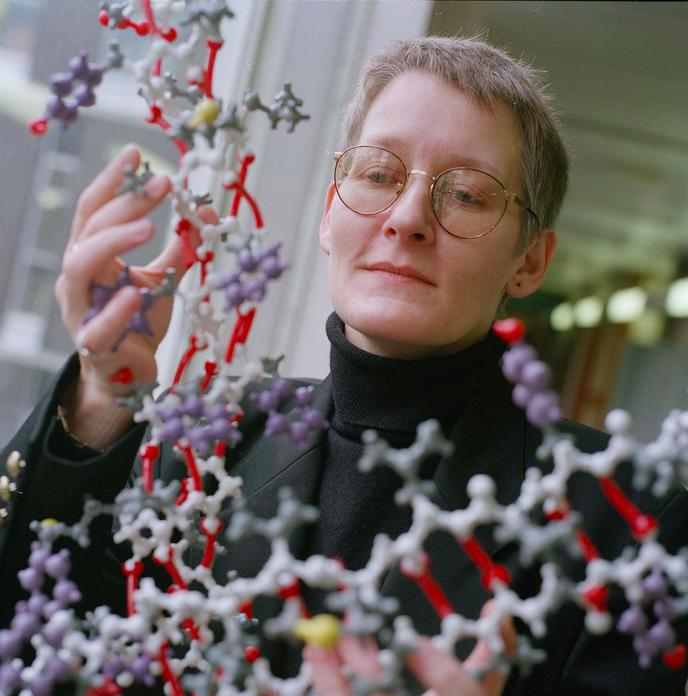
Teresa K. Attwood、バイオインフォマティクスの教授

女性科学者に関する年表（じょせいかがくしゃにかんするねんぴょう）は、科学史において特筆すべき女性科学者の業績を年表にしたものである。

## 17世紀以前
- 紀元前27世紀：エジプトに女性の医学者メリト・プタハの記録が残っている。
- 400年頃：ヒュパティアはアレキサンドリアの新プラトン主義哲学校の校長になる。
- 11世紀：サレルノ医学校でトロトゥーラが医師として働き、『女性の病気』 (De passionibus mulierum curandarum または Trotula Major)を著したとされる。
- 1150年頃：中世ドイツのベネディクト会系女子修道院長ヒルデガルト・フォン・ビンゲンが医学に関する著作を残す。

## 18世紀
- 1705年：ドイツのマリア・ジビーラ・メーリアンがスリナムの昆虫類についての手彩色銅版画集『スリナム産昆虫変態図譜』を出版した。
- 1731年：ラウラ・バッシがボローニャ大学の教授に任命される。
- 1740年：エミリー・デュ・シャトレが『物理学教程』を出版する。
- 1750年：マリア・アニェージがボローニャ大学の教授に任命される[1]。
- 1761年：彗星の回帰時期の計算などを行った、フランスの天文学者、ニコール＝レイヌ・ルポートがベジエの科学アカデミーの名誉会員に選ばれた。
- 1766年：ジャンヌ・バレが男性を装って、植物学者、フィリベール・コメルソンの助手として、ルイ・アントワーヌ・ド・ブーガンヴィルの世界一周探検航海に、乗船した。世界一周をした最初の女性となる。
- 1783年:エカテリーナ・ダーシュコワがエカチェリーナ2世からロシア・アカデミー総裁任、科学アカデミー院長に任命された。
- 1787年：カロライン・ハーシェルが兄ウィリアム・ハーシェルの助手としての報酬を得るようになり、イギリスにおいて科学的な仕事で公的な報酬を得た最初の女性となる。
- 1794年：エリザベス・フラムが化学の著書、『燃焼について』（An Essay on Combustion）を出版し、金、銀の光化学作用や水の触媒作用について記述した[2]。
- 18世紀後半:イギリスのアンナ・ブラックバーンが昆虫などの博物学コレクションを作りあげる。

## 19世紀
- 1800年頃：ソフィ・ジェルマンが男性名で数学の論文を発表する。
- 1806年：ジェーン・マーセットが『化学談義』を出版し、好評をえる。
- 1821年：メアリー・アニング、プレシオサウルスの骨格化石を発見する。
- 1842年頃：エイダ・ラブレスが解析機関に関する著作を行う。
- 1847年：マリア・ミッチェルが彗星を発見する。
- 1849年：エリザベス・ブラックウェルが医学の学位を得る。
- 1850年：アメリカ合衆国の女性医師ハリオット・ハントがハーバード大学の医学部の聴講を拒絶される。
- 1850年：アメリカ合衆国にペンシルヴェニア女子医科大学（Woman's Medical College of Pennsylvania）が設立される。
- 1862年：オランダのアレキサンドリーヌ・ティニがスーダンのバハル·エル·ガザルの未踏地の探検を行った。
- 1868年：クレマンス・ロワイエが『種の起源』をフランス語訳する。
- 1869年：イギリスのメアリー・サマヴィルが王立地理学会のパトロンズ・メダルを受賞した。
- 1869年：スコットランドのエディンバラ大学に7人の女子学生が入学を許されるが（エディンバラ・セブン）、学位は与えられなかった。
- 1870年：イギリス人女性、エリザベス・ギャレット＝アンダースンがフランスで初めて医学博士号を取得した。
- 1875年：マドレーヌ・ブレがフランス人女性としてはじめて医学博士号を取得した。
- 1879年：オックスフォード大学、女性への高等教育の機会を目的としてサマーヴィル・カレッジを設立。
- 1881年：ウィリアミーナ・フレミング、ハーバード大学天文台で観測結果の整理の仕事を始める。
- 1882年： イギリスの植物画家、マリアンヌ・ノースの植物画が王立植物園キューガーデンで一般公開された[3]。
- 1884年：ケンブリッジ大学に女性が運営する研究所、Balfour Biological Laboratory for Women が設立された。
- 1885年：荻野吟子が、近代日本初の公許女医となる。
- 1887年：アメリカ合衆国の魚類学者、ローザ・スミス＝アイゲンマンが夫のカール・アイゲンマンとハーバード大学で大学の南米の魚類の標本を共同で研究を行った。
- 1889年：ソフィア・コワレフスカヤ、ストックホルム大学教授となる。
- 1896年：フローレンス・バスカム、アメリカ地質調査所で働く。
- 1900年：クララ・イマーヴァールがブレスラウ大学では女性で初の博士号を得る。

## 20世紀
- 1902年：ハータ・エアトン、電気学会（IEE）の会員に女性として初めて選ばれた。
- 1903年：マリ・キュリー、ノーベル物理学賞を受賞。
- 1907年：後に産児制限運動や性教育の分野でベストセラーを執筆するイギリスの植物学者、マリー・ストープスが来日し、北海道での白亜紀被子植物探索調査を行った。
- 1910年：イギリスの植物学者、リリアン・ギブズが植物研究のために標高4095mのボルネオ島のキナバル山に登頂した。
- 1911年：マリ・キュリー、ノーベル化学賞を受賞。
- 1912年：ヘンリエッタ・スワン・リービット、セファイド変光星の変光周期と絶対等級の関係を発見する。
- 1913年：黒田チカら、東北帝国大学（現・東北大学）で日本初の女子帝大生となる。
- 1915年：エミー・ネーターがゲッティンゲン大学の教授となる。
- 1916年：モード・スライが純系マウスの繁殖を行い、100%癌になる系統のマウスと癌にならない系統のマウスを分離し、癌の遺伝説を主張した。
- 1917年：ノルウェーの植物学者、テクラ・レスヴォールがオスロ大学で博士号をえる。
- 1918年： ヴァイオラ・シェリー・シャンツがアメリカ合衆国魚類野生生物局で働き始め動物学の研究を行った。
- 1925年：イーダ・タッケらレニウムを発見。
- 1926年：キャサリン・ブロジェット、ケンブリッジ大学から最初に学位を得た女性となる。
- 1927年：丹下梅子、ジョンズ・ホプキンス大学からPh.D.を受ける。
- 1927年：保井コノ、東京大学で理学博士となる。
- 1931年：アグネス・ポッケルスの表面張力の実験の論文が認めらネイチャー誌に掲載される。
- 1932年：理化学研究所の辻村みちよが東京帝国大学（現・東京大学）から博士号を取得。日本における女性農学博士第1号となる。
- 1934年：天文学の分野で功績のあった女性の非常勤の博士課程卒業者に贈る賞であるアニー・J・キャノン賞が創設される。第1回受賞者はセシリア・ペイン＝ガポーシュキン
- 1934年：グレース・ホッパー、イェール大学で、女性初の数学の博士号を取得。
- 1935年：イレーヌ・ジョリオ＝キュリー、ノーベル化学賞を受賞。
- 1938年：リーゼ・マイトナー、核分裂の発見に重要な役割をはたす。
- 1939年：マルグリット・ペレー、フランシウムを発見。
- 1939年：湯浅年子、フランスのコレジ・ド・フランス原子核化学研究所の研究員となる。
- 1942年：シャーロット・アワーバック、マスタードガスによってショウジョウバエの遺伝子に突然変異が発生することを発見。
- 1945年：キャスリーン・ロンズデール（結晶学者）とマージョリー・スティーブンソン（化学微生物学）が、女性として初めて王立協会の会員に選ばれる。
- 1947年：ゲルティー・コリ、ノーベル生理学・医学賞を受賞。
- 1948年：アグネス・アーバーがリンネ・メダルを受賞した。
- 1952年: マーサ・チェイスがアルフレッド・ハーシーとともに、「デオキシリボ核酸 (DNA) が遺伝物質である」ことを裏付けるハーシーとチェイスの実験を行った。
- 1953年：ロザリンド・フランクリンがDNAの二重螺旋構造解明につながるX線回折写真をとる。
- 1956年：リイシ・オテルマ、女性として初めてフィンランドで天文学の学位を得た。
- 1958年：日本婦人科学者の会が設立される。初代会長は阿武喜美子。
- 1964年：ドロシー・ホジキン、ノーベル化学賞を受賞。
- 1965年：マリア・ゲッパート＝メイヤー、ノーベル物理学賞を受賞。
- 1967年：ジョスリン・ベル・バーネル、ケンブリッジ大学の大学院生時代にヒューイッシュらとパルサーを発見する。ノーベル賞受賞者になれなかったことが議論をよぶ。
- 1969年：マーガレット・ハミルトンのチームがコードを書いた誘導コンピュータにより、アポロ11号が月に着陸した。
- 1972年：マーガレット・バービッジ、女性として初のグリニッジ天文台長に任じられる。
- 1973年：アイリーン・マントンがロンドン・リンネ協会の会長に選ばれた。
- 1975年：呉健雄、アメリカ物理学会で最初の女性の会長になる。
- 1977年：ロサリン・ヤロー、ノーベル生理学・医学賞を受賞。
- 1980年：数理科学に貢献した女性に送られるエミー・ネーター記念講座講師職が設けられた。
- 1981年：猿橋勝子らによって女性科学者を表彰する猿橋賞が創設された。第1回受賞者は太田朋子。
- 1983年：バーバラ・マクリントック、ノーベル生理学・医学賞を受賞。
- 1983年：ジュリア・ロビンソンが女性として初めてアメリカ数学会会長に就任。
- 1986年：リータ・レーヴィ＝モンタルチーニ、ノーベル生理学・医学賞を受賞。
- 1988年：ガートルード・エリオン、ノーベル生理学・医学賞を受賞。
- 1995年：クリスティアーネ・ニュスライン＝フォルハルト、ノーベル生理学・医学賞を受賞。
- 1996年：米沢冨美子、女性として初めて日本物理学会会長に就任。
- 2000年：岡崎恒子、ロレアル-ユネスコ女性科学賞を受賞。

## 21世紀
- 2004年：リンダ・バック、ノーベル生理学・医学賞を受賞。
- 2005年：米沢冨美子、ロレアル-ユネスコ女性科学賞を受賞。
- 2006年：ロレアル-ユネスコ女性科学者 日本奨励賞設立。
- 2006年：フランシス・E・アレン、コンピュータ科学における最高の賞であるチューリング賞を女性で初受賞。専門はコンパイラ最適化。
- 2008年：フランソワーズ・バレ＝シヌシ、ノーベル生理学・医学賞を受賞。
- 2008年：バーバラ・リスコフ、プログラミング言語の発展に寄与した功績でチューリング賞を受賞。